# Araucanía (vùng)
Araucanía, vùng La Araucanía (tiếng Tây Ban Nha: Región de La Araucanía phát âm [aɾawkaˈni.a]) là một trong 16 đơn vị hành chính cấp một của Chile, bao gồm hai tỉnh: Malleco ở phía bắc và Cautín ở phía nam. Thủ phủ và thành phố lớn nhất là Temuco; các thành phố quan trọng khác gồm có Angol và Villarrica.
Chile không hợp nhất vùng đất Araucanía cho đến thập niên 1880, khi họ tiến hành chiếm đóng nhằm kết thúc kháng cự của người da đỏ Mapuche bằng các biện pháp quân sự và chính trị. Điều này mở cửa khu vực cho các di dân Chile và châu Âu.
Trong giai đoạn 1900–1930, dân số Araucanía tăng đáng kể cùng với kinh tế khu vực, trong khi các nơi còn lại của Chile đang suy thoái . Araucanía trở thành một trong những miền nông nghiệp chính của Chile, được mệnh danh là "vựa lúa của Chile". Vùng hành chính Araucanía được thành lập vào năm 1974, là trung tâm của khu vực lịch sử Araucanía rộng lớn hơn.
Trong thế kỷ 21, Araucanía là vùng nghèo nhất của Chile về GDP bình quân đầu người . Khoảng một phần ba dân số trong vùng là người dân tộc Mapuche, là tỷ lệ cao nhất trong bất kỳ vùng nào của Chile. Vùng Araucanía là địa điểm chính diễn ra các cuộc đối đầu trong cuộc xung đột Mapuche vẫn đang diễn ra, vì người Mapuche gây áp lực về yêu sách đất đai của họ, chống lại chính quyền trung ương.

## Địa lý
Các khu rừng nguyên sinh, bao gồm  coigüe, raulí và  tepa, cũng như các cây nguyệt quế và bách, đan xen khắp khu vực theo mọi hướng. Cây Araucaria uy nghi, hay cây câu đố khỉ, còn được người dân địa phương gọi là pehuén, vươn cao hơn những cây khác. Quả của nó—quả piñón là một loại hạt thông—vẫn là lương thực chính của người Pehuenche bản địa .
Một phần lớn của cải tự nhiên này được bảo vệ trong các vườn quốc gia khác nhau (Nahuelbuta, Tolhuaca, Conguillío, Villarrica và Huerquehue), hoặc các khu bảo tồn quốc gia (Malalcahuello, Las Nalcas, và Alto Biobío).

## Lịch sử

### Chile chinh phục
Araucanía là vùng đất trung tâm của người Mapuche bản địa, họ từng chống lại các nỗ lực chinh phục của người Inca cũng như của người Tây Ban Nha. Sau khi chính phủ hoàn thành việc chiếm đóng Araucanía, họ đã khuất phục người dân, và kể từ năm 1885 lãnh thổ này là một phần của Chile. Trước đó sau khi gửi nhiều quân đi chống lại người Mapuche, người Tây Ban Nha đã chấm dứt tổn thất bằng cách thiết lập biên giới phía nam thuộc địa của họ trong khu vực này ở bờ bắc sông Biobío.
Sau khi độc lập, chính phủ Chile đã chọn quan hệ hòa bình với người Mapuche. Việc chiếm đóng lãnh thổ một cách hiệu quả không bắt đầu cho đến năm 1862. Trong thời gian này, chính phủ cho phép những người định cư thành lập các thị trấn mới và xây dựng đường sắt, điện báo và đường bộ trong khu vực. Sau khi chiếm đóng và hành động quân sự kéo dài, Araucanía được sáp nhập hoàn toàn vào Chile vào năm 1882. Nhiều thành phố và thị trấn ở Araucanía ban đầu được phát triển thành tiền đồn quân sự trong và sau khi chiếm đóng Araucanía. Các phần đất cuối cùng của khu vực mà quân đội Chile giành được là các vùng đất thấp của sông Alto Biobío và sông Toltén.
Đây là những khu vực mà các cộng đồng Mapuche đã phát triển tốt nhất kể từ cuộc chinh phục của Chile. Với việc xây dựng cầu cạn Malleco vào những năm 1890, khu vực này trở nên dễ tiếp cận hơn. Các khu định cư ở miền nam Chile được củng cố  hơn.

### Vựa lúa Chile
Cho đến giữa thế kỷ 20, các điền trang nông nghiệp lớn (estancias) được thành lập ở Araucanía trồng lúa mì, dẫn đến việc nó được gọi là "vựa lúa của Chile". Với đất đai màu mỡ tự nhiên và việc áp dụng công nghệ hiện đại như máy kéo, sản lượng thu hoạch lúa mì cao bất thường, nhưng do nông dân không thực hiện luân canh cây trồng, đồng thời cho phép khai thác và đốt rừng bừa bãi nên đất dễ bị xói mòn trên diện rộng. Chúng mất đi độ phì nhiêu và nhiều lớp đất mặt bị xói mòn.
Bắt đầu từ những năm 1930, hồ Villarrica được phát triển thành một khu du lịch.

### Hiện đại
Với sự trở lại của nền dân chủ ở Chile vào năm 1990, các tổ chức Mapuche đã tái yêu sách đất đai của họ trên một số lãnh thổ nhất định. Bạo lực gia tăng đã đi kèm với cái mà ngày nay được gọi là cuộc xung đột Mapuche. Coordinadora Arauco-Malleco và các nhóm hoạt động tương tự đôi khi sử dụng các cuộc tấn công đốt phá và đe dọa giết người để hỗ trợ cho các yêu sách của họ; các tổ chức khác, chẳng hạn như Consejo de Todas Las Tierras, đã tìm kiếm và nhận được sự hỗ trợ quốc tế từ các tổ chức phi chính phủ và bản địa của họ.

## Nhân khẩu
Những người định cư Tây Ban Nha lần đầu tiên đến Aracunia (một trong hai tên của khu vực) vào thập niên 1550, nhưng không thể khuất phục được người Mapuche bản địa.
Vào cuối thế kỷ 19, chính phủ Chile đã thông qua một chương trình định cư và nhập cư quy mô lớn cho khu vực này. Vào thời điểm đó, Chile thường xác nhận các bản thông cáo đề nghị giao đất cho người châu Âu, đặc biệt là ở Đức, Áo và Thụy Sĩ, là những nơi mà hầu hết những người nhập cư mới đến. Bắt đầu từ giữa thế kỷ 19 với các cuộc Cách mạng Đức, những người nhập cư thường chạy trốn khỏi những biến động chính trị và nền kinh tế nghèo nàn, đồng thời tìm kiếm một nơi ở mới. Những người nhập cư khác là người Basque từ miền bắc Tây Ban Nha hoặc tây nam nước Pháp, và một số người Argentina vượt dãy núi Andes.
Dân số hiện tại chủ yếu là do di cư nội bộ từ Khu vực Trung tâm của Chile; ở mức độ thấp hơn là hậu duệ của những người định cư châu Âu đã đến trong và sau quá trình "bình định Araucanía". Khu vực này có tỷ lệ cư dân bản địa cao nhất so với bất kỳ nơi nào ở Chile, khoảng 25%, trong đó phần lớn là người Mapuche. Khoảng 25% dân số là người da trắng hoặc castizo (người lai nhưng phần lớn gốc Âu), và phần lớn trong số họ ít nhất là có một phần nguồn gốc từ thực dân Tây Ban Nha.
Một số lượng nhỏ người Ả Rập (phần lớn là người Syria, người Liban và người Palestine), người Hoa, người Nhật, người Hàn Quốc và người gốc Bắc Mỹ và Úc định cư ở La Araucania vào đầu thế kỷ 20. Temuco có sự hiện diện mạnh mẽ của người Trung Quốc, Đài Loan và Syria, còn Capitán Pastene có một cộng đồng chủ yếu là người gốc Ý. Villarrica là nơi vài nghìn người Afrikaner hoặc người Nam Phi gốc Hà Lan định cư sau khi họ bị trục xuất khỏi Nam Phi sau Chiến tranh Boer (1899–1903). Những thị trấn này cũng chịu ảnh hưởng của những người thực dân Hà Lan đầu thế kỷ 16, khi khu vực này có biệt danh là New Flanders. Hà Lan sau đó đã nhượng lại nó cho sự cai trị của thực dân Tây Ban Nha.
Trong các thập niên qua, thành phố Temuco đã có tốc độ tăng trưởng dân số cao nhất trong cả nước. Theo điều tra dân số năm 1970, khoảng 88.000 cư dân sống ở Temuco. Trong cuộc điều tra dân số năm 2000, tức 30 năm sau, dân số đã tăng gấp ba lần lên 250.000 người. Thị trấn nghỉ mát Villarrica ven hồ Villarrica đã mở rộng nhanh chóng. Nó nằm cạnh khu nghỉ dưỡng Pucón đang phát triển nhanh chóng, hiện là một trong bốn điểm du lịch lớn nhất của Chile. Theo điều tra dân số năm 2002, các thành phố đông dân nhất là: Temuco (260.783, bao gồm Padre Las Casas), Villarrica (45.531), Angol (43.801), Victoria (23.977), Lautaro (18.808), New Imperial (14.980), Collipulli (14.240), Loncoche (14.191), và Traiguén (14.140).

## Kinh tế
Cho đến gần đây, Araucanía phụ thuộc vào việc trồng ngũ cốc và được biết đến là vựa lúa của Chile. Nông nghiệp đã trở nên đa dạng hóa cao độ; lúa mì vẫn là cây trồng chính, nhưng sản lượng yến mạch, nho và đậu lupin đã tăng lên đáng kể, đồng thời việc trồng hoa và cây ăn quả cũng đang nổi lên.
Trung tâm du lịch chính trong vùng là Hồ Villarrica và Pucón.

## Hành chính
Vùng có 38 xã: 
- Angol
- Carahue
- Cholchol
- Collipulli
- Cunco
- Curacautín
- Curarrehue
- Ercilla
- Freire
- Galvarino
- Gorbea
- Lautaro
- Loncoche
- Lonquimay
- Los Sauces
- Lumaco
- Melipeuco
- Nueva Imperial
- Padre Las Casas
- Perquenco
- Pitrufquén
- Pucón
- Purén
- Renaico
- Saavedra
- Temuco
- Teodoro Schmidt
- Toltén
- Traiguén
- Victoria
- Vilcún
- Villarrica